# اویگن فن لمل
 یوجین فون لمل (انگلیسی: Eugen von Lommel؛ زاده ۱۹ مارس ۱۸۳۷ درگذشته ۱۹ ژوئن ۱۸۹۹) یک فیزیک‌دان اهل آلمان بود.